# Pierre Martinet (homme d'affaires)
Pour les articles homonymes, voir Martinet et Pierre Martinet.
Pierre Martinet, né le 3 juillet 1947 à Beaurepaire-en-Bresse en Saône-et-Loire, est le président fondateur du groupe homonyme qui fabrique et commercialise des salades en barquettes. Pierre Martinet dirige toujours la société, dont il détient 84 % des parts.

## Biographie

### Famille et origines
Pierre Martinet nait à Beaurepaire-en-Bresse en Saône-et-Loire, et passe toute son enfance dans la ferme familiale du Fay, un petit village de la Bresse situé à la limite du Jura. Il est l'aîné d'une famille de trois enfants. Son père est agriculteur et possède une ferme de 7 hectares.

### Débuts
À 14 ans, Pierre Martinet arrête l’école et quitte la ferme familiale pour apprendre le métier de charcutier. Il fait alors son apprentissage dans une charcuterie de Lons-le-Saunier, dans le Jura. En 1968, il achète une boucherie-charcuterie à Jujurieux dans l'Ain grâce à un emprunt contracté auprès de sa tante et d'un ami. Les produits alors fabriqués sont boudins, tripes, museaux, quenelles... En 1970, Pierre Martinet décide de faire les marchés avec une 2 CV Citroën sur Annemasse, Oyonnax, Pont-d'Ain et Morestel.

### 1976 : Création de l'entreprise Pierre Martinet
En 1976, Pierre Martinet arrête les marchés et s'installe à Villeurbanne, près de Lyon, sur 200 m2. Il vend alors ses produits dans toute la France avec le même tarif et s'adresse aux grossistes, centrales d'achat et hypermarchés. En 1977, Pierre Martinet crée sa société et lui donne son nom.

### 1980 : Développement de l'entreprise
En 1980, Pierre Martinet s'installe sur 1 000 m2 à Saint-Quentin-Fallavier (Isère). L'année suivante, il commence la commercialisation de ses produits en Belgique et en Suisse.
En 1986, Pierre Martinet agrandit son usine qui passe de 1 000 m2 à 2 000 m2. Une halle de 250 m2 est consacrée à la production de salades de céleri, champignons à la grecque, fruits de mer, museau de porc et museau de bœuf en conditionnement de 2,5 kg. Cette année-là, la production atteint 140 tonnes. En 1989, Pierre Martinet rachète une usine de 2 000 m2 aménagée pour déplacer la production de salades. En 1991, Pierre Martinet lance les premières[réf. nécessaire] salades traiteurs libre service en supermarchés , des salades prêtes à consommer dans un emballage transparent.
En 1992, l'entreprise s'installe sur le site de la Noirée à Saint-Quentin-Fallavier (le siège social actuel de l'entreprise et la nouvelle usine). 2 500 m2 sont consacrés à la logistique. La même année, Pierre Martinet créé la société Martinet Ensalada, basée en Espagne, qui fournit la grande distribution.

### 1994 : Développement de la marque
En 1994, la marque Pierre Martinet lance sa première campagne télévisée grand public qui met en avant ses produits avec le slogan : « le traiteur intraitable ». Cette même année, il conclut un partenariat avec Guy Savoy pour le développement culinaire des produits ainsi qu'un partenariat avec Frédéric Saldmann, médecin nutritionniste créateur et président de l'entreprise de conseils pour l’industrie agro-alimentaire SPRIM.
En 1996, Pierre Martinet rachète la société Louis Lemoine à la Selle-sur-le-Bied (Loiret). En 1997, il rachète Randy basée à Chaponost (Rhône).
En 1998, il vend son savoir-faire sur la fabrication de salades à un partenaire industriel au Canada[Qui ?] et prend une participation de cette société à 32,5 %.
En 2000, il crée un nouveau logo et intègre son portrait à son packaging.

## Investissement dans le rugby à XV
En 1992, Pierre Martinet devient le sponsor principal du Club sportif Bourgoin-Jallieu rugby. Son apport est alors de 700 000 francs. Durant l'été 1996, il devient président. Il obtient de 90 partenaires financiers à apporter entre 15 000 et 150 000 francs chacun. Il est pendant treize ans président du club, jusqu'en 2009. Il est membre du comité directeur de la Ligue nationale de rugby de 2005 à 2008.

## Décorations
- Chevalier de l'ordre national du Mérite (décret du 14 novembre 2000)[8]
- Chevalier de la Légion d'honneur (décret du 2 avril 2010)[9]